# Megan Hughes
Megan Hughes (1983) è un'ex sciatrice alpina statunitense.

## Biografia
Attiva in gare FIS dal dicembre del 1998, in Nor-Am Cup la Hughes esordì il 22 febbraio 1999 a Sugarloaf in supergigante (22ª), ottenne l'unico podio l'8 dicembre 2003 a Lake Louise nella medesima specialità (3ª) e prese per l'ultima volta il via il 6 gennaio 2007 a Mont-Sainte-Anne in slalom speciale (15ª). Si ritirò durante la stagione 2007-2008 e la sua ultima gara fu uno slalom speciale universitario disputato il 16 febbraio a Jiminy Peak, non completato dalla Hughes; in carriera non debuttò in Coppa del Mondo né prese parte a rassegne olimpiche o iridate.

## Palmarès

### Nor-Am Cup
- Miglior piazzamento in classifica generale: 5ª nel 2004
- 1 podio:
  - 1 terzo posto